# Моченни, Марио
Марио Моченни (итал. Mario Mocenni; 22 января 1823, Монтефьясконе, Папская область — 14 ноября 1904, Рим, королевство Италия) — итальянский куриальный кардинал и папский дипломат. Титулярный архиепископ Гелиополя Финикийского с 24 июля 1877 по 16 января 1893. Апостольский делегат и чрезвычайный легат в Боливии, Коста-Рике, Перу, Чили и Эквадоре с 14 августа 1877 по 28 марта 1882. Апостольский интернунций в Бразилии с 28 марта по 16 декабря 1882. Субститут государственного секретариата Святого Престола и секретарь шифра с 16 декабря 1882 по 16 января 1893. Кардинал-священник с 16 января 1893, с титулом церкви Сан-Бартоломео-аль-Изола с 15 июня 1893 по 18 мая 1894. Кардинал-епископ Сабины с 18 мая 1894.